# Georgios II.
Georgios II. († 807) war von 797 bis zu seinem Tod griechischer Patriarch von Jerusalem.
Vor seiner Wahl zum Patriarchen war Georgios Synkellos unter seinem Vorgänger Elias II. gewesen.
In der georgischen Kirche Palästinas wird er als Heiliger verehrt, sein Gedenktag ist der 7. April.